# Wolgaš
Wolgaš war ein Herrscher von Hatra, dessen Regierungszeit in den Zeitraum von 140 bis 176/177 fällt. Er war der Sohn von Naṣrū.
Wolgaš trug den Titel mry' , dessen Bedeutung nicht sicher ist. Er ist aber auch der erste Herrscher von Hatra mit der Bezeichnung mlk'  – König. Keine Inschrift des Wolgaš ist datiert. Seine Beziehung zu seinem Bruder Sanaṭrūq I. ist unbekannt und es wurde vermutet, dass beide zumindest zeitweise gleichzeitig regierten, da sie beide den Titel König und mry'  führten und angenommen wird, dass der eine Herrschertitel ab einem gewissen Zeitpunkt durch den anderen ersetzt wurde.